# Volta a la Comunitat Valenciana 2020
Volta a la Comunitat Valenciana 2020 – 71. edycja wyścigu kolarskiego Volta a la Comunitat Valenciana, która odbyła się w dniach od 5 do 9 lutego 2020 na liczącej ponad 800 kilometrów trasie na terenie wspólnoty autonomicznej Walencji. Wyścig był częścią UCI ProSeries 2020.

## Etapy
| Etap | Data  | Start – Meta                     | type        | Dystans (km) | Zwycięzca etapu   | Lider             |
| ---- | ----- | -------------------------------- | ----------- | ------------ | ----------------- | ----------------- |
| 1    | 5 lut | Castelló de la Plana – Vila-real | płaski      | 180          | Dylan Groenewegen | Dylan Groenewegen |
| 2    | 6 lut | Torrent (Walencja) – Cullera     | pagórkowaty | 181          | Tadej Pogačar     | Tadej Pogačar     |
| 3    | 7 lut | Orihuela – Torrevieja            | pagórkowaty | 174,5        | Dylan Groenewegen | Jack Haig         |
| 4    | 8 lut | Calp – Serra de Bèrnia           | górski      | 167          | Tadej Pogačar     | Tadej Pogačar     |
| 5    | 9 lut | Paterna – Walencja               | płaski      | 97,7         | Fabio Jakobsen    | Tadej Pogačar     |

## Drużyny
| WorldTeams (12)- Astana - Movistar Team - Deceuninck-Quick Step - Ineos - Jumbo-Visma - UAE Team Emirates - CCC Team - Lotto Soudal - Mitchelton-Scott - AG2R La Mondiale - Israel Start-Up Nation - Bahrain McLaren ProTeams (7)- Caja Rural-Seguros RGA - Total Direct Énergie - Burgos-BH - Euskaltel-Euskadi - Sport Vlaanderen-Baloise - Bardiani CSF Faizanè - Gazprom-RusVelo Continental teams (2)- Kometa-Xstra - Equipo Kern Pharma |
| |

### Lista startowa
| Astana AST | Astana AST              | Astana AST |
| ---------- | ----------------------- | ---------- |
| Nr         | Kolarz                  | Miejsce    |
| 1          | Ion Izagirre (ESP)      | 7.         |
| 2          | Hugo Houle (CAN)        | 38.        |
| 3          | Luis León Sánchez (ESP) | 42.        |
| 4          | Rodrigo Contreras (COL) | 30.        |
| 5          | Óscar Rodríguez (ESP)   | 9.         |
| 6          | Nikita Stalnow (KAZ)    | 101.       |
| 7          | Jonas Gregaard (DEN)    | 72.        |

| Movistar Team MOV | Movistar Team MOV                | Movistar Team MOV |
| ----------------- | -------------------------------- | ----------------- |
| Nr                | Kolarz                           | Miejsce           |
| 11                | Alejandro Valverde (ESP) (szosa) | 10.               |
| 12                | Dario Cataldo (ITA)              | 62.               |
| 13                | Jorge Arcas (ESP)                | 90.               |
| 14                | Sergio Samitier (ESP)            | 117.              |
| 15                | Marc Soler (ESP)                 | 12.               |
| 16                | José Joaquín Rojas (ESP)         | 57.               |
| 17                | Davide Villella (ITA)            | 35.               |

| Deceuninck-Quick Step DQT | Deceuninck-Quick Step DQT    | Deceuninck-Quick Step DQT |
| ------------------------- | ---------------------------- | ------------------------- |
| Nr                        | Kolarz                       | Miejsce                   |
| 21                        | Davide Ballerini (ITA)       | 51.                       |
| 22                        | Rémi Cavagna (FRA)           | 45.                       |
| 23                        | Tim Declercq (BEL)           | 50.                       |
| 24                        | Stijn Steels (BEL)           | 68.                       |
| 25                        | Fabio Jakobsen (NED) (szosa) | 75.                       |
| 26                        | James Knox (GBR)             | 13.                       |
| 27                        | Yves Lampaert (BEL)          | 79.                       |

| Team Ineos INS | Team Ineos INS             | Team Ineos INS |
| -------------- | -------------------------- | -------------- |
| Nr             | Kolarz                     | Miejsce        |
| 31             | Jonathan Castroviejo (ESP) | 113.           |
| 32             | Tao Geoghegan Hart (GBR)   | 3.             |
| 33             | Christian Knees (GER)      | 71.            |
| 34             | Michał Kwiatkowski (POL)   | 32.            |
| 35             | Gianni Moscon (ITA)        | 11.            |
| 36             | Salvatore Puccio (ITA)     | 78.            |
| 37             | Ben Swift (GBR) (szosa)    | 29.            |

| Jumbo-Visma TJV | Jumbo-Visma TJV           | Jumbo-Visma TJV |
| --------------- | ------------------------- | --------------- |
| Nr              | Kolarz                    | Miejsce         |
| 41              | Paul Martens (GER)        | 124.            |
| 42              | Pascal Eenkhoorn (NED)    | 131.            |
| 43              | Jos van Emden (NED)       | 121.            |
| 44              | Tobias Foss (NOR)         | DNF-2           |
| 45              | Dylan Groenewegen (NED)   | 121.            |
| 46              | Christoph Pfingsten (GER) | 116.            |
| 47              | Maarten Wynants (BEL)     | 115.            |

| UAE Team Emirates UAD | UAE Team Emirates UAD    | UAE Team Emirates UAD |
| --------------------- | ------------------------ | --------------------- |
| Nr                    | Kolarz                   | Miejsce               |
| 51                    | David de la Cruz (ESP)   | 39.                   |
| 52                    | Joe Dombrowski (USA)     | 111.                  |
| 53                    | Alexander Kristoff (NOR) | 85.                   |
| 54                    | Tadej Pogačar (SLO)      | 1.                    |
| 55                    | Jan Polanc (SLO)         | 14.                   |
| 56                    | Edward Ravasi (ITA)      | 93.                   |

| CCC Team CCC | CCC Team CCC               | CCC Team CCC |
| ------------ | -------------------------- | ------------ |
| Nr           | Kolarz                     | Miejsce      |
| 61           | Greg Van Avermaet (BEL)    | 20.          |
| 62           | Víctor de la Parte (ESP)   | 17.          |
| 63           | Alessandro De Marchi (ITA) | 119.         |
| 64           | Serge Pauwels (BEL)        | 21.          |
| 65           | Michael Schär (SUI)        | 54.          |
| 66           | Matteo Trentin (ITA)       | 76.          |
| 67           | Nathan Van Hooydonck (BEL) | 48.          |

| Lotto-Soudal LTS | Lotto-Soudal LTS        | Lotto-Soudal LTS |
| ---------------- | ----------------------- | ---------------- |
| Nr               | Kolarz                  | Miejsce          |
| 71               | John Degenkolb (GER)    | 66.              |
| 72               | Frederik Frison (BEL)   | 74.              |
| 73               | Philippe Gilbert (BEL)  | 36.              |
| 74               | Rémy Mertz (BEL)        | 86.              |
| 75               | Tomasz Marczyński (POL) | 23.              |
| 76               | Brent Van Moer (BEL)    | 60.              |
| 77               | Sander Armée (BEL)      | 15.              |

| Mitchelton-Scott MTS | Mitchelton-Scott MTS          | Mitchelton-Scott MTS |
| -------------------- | ----------------------------- | -------------------- |
| Nr                   | Kolarz                        | Miejsce              |
| 81                   | Jack Haig (AUS)               | 2.                   |
| 82                   | Luka Mezgec (SLO)             | 77.                  |
| 83                   | Michael Albasini (SUI)        | 88.                  |
| 84                   | Christopher Juul-Jensen (DEN) | 67.                  |
| 85                   | Robert Stannard (AUS)         | 58.                  |
| 86                   | Tsgabu Grmay (ETH)            | 80.                  |
| 87                   | Callum Scotson (AUS)          | 92.                  |

| AG2R La Mondiale ALM | AG2R La Mondiale ALM    | AG2R La Mondiale ALM |
| -------------------- | ----------------------- | -------------------- |
| Nr                   | Kolarz                  | Miejsce              |
| 91                   | Julien Duval (FRA)      | 108.                 |
| 92                   | Mathias Frank (SUI)     | 27.                  |
| 93                   | Tony Gallopin (FRA)     | DNF-3                |
| 94                   | Dorian Godon (FRA)      | 47.                  |
| 95                   | Lawrence Naesen (BEL)   | 100.                 |
| 96                   | Oliver Naesen (BEL)     | 91.                  |
| 97                   | Stijn Vandenbergh (BEL) | 43.                  |

| Israel Start-Up Nation ISN | Israel Start-Up Nation ISN | Israel Start-Up Nation ISN |
| -------------------------- | -------------------------- | -------------------------- |
| Nr                         | Kolarz                     | Miejsce                    |
| 101                        | Matthias Brändle (AUT)     | 53.                        |
| 102                        | Davide Cimolai (ITA)       | 98.                        |
| 103                        | Reto Hollenstein (SUI)     | 49.                        |
| 104                        | Daniel Martin (IRL)        | 4.                         |
| 105                        | Daniel Navarro (ESP)       | 95.                        |
| 106                        | Gaj Niw (ISR)              | 94.                        |
| 107                        | Tom Van Asbroeck (BEL)     | 52.                        |

| Bahrain McLaren TBM | Bahrain McLaren TBM       | Bahrain McLaren TBM |
| ------------------- | ------------------------- | ------------------- |
| Nr                  | Kolarz                    | Miejsce             |
| 111                 | Scott Davies (GBR)        | 107.                |
| 112                 | Iván García Cortina (ESP) | 69.                 |
| 113                 | Kevin Inkelaar (NED)      | 123.                |
| 114                 | Matej Mohorič (SLO)       | 24.                 |
| 115                 | Pello Bilbao (ESP)        | 18.                 |
| 116                 | Wout Poels (NED)          | 6.                  |
| 117                 | Dylan Teuns (BEL)         | 5.                  |

| Caja Rural-Seguros RGA CJR | Caja Rural-Seguros RGA CJR     | Caja Rural-Seguros RGA CJR |
| -------------------------- | ------------------------------ | -------------------------- |
| Nr                         | Kolarz                         | Miejsce                    |
| 121                        | Jon Aberasturi (ESP)           | 81.                        |
| 122                        | Jefferson Alveiro Cepeda (ECU) | 22.                        |
| 123                        | Álvaro Cuadros (ESP)           | 73.                        |
| 124                        | Alejandro Osorio (COL)         | 82.                        |
| 125                        | Héctor Sáez (ESP)              | 129.                       |
| 126                        | Gonzalo Serrano (ESP)          | 61.                        |
| 127                        | Cristián Rodríguez (ESP)       | 114.                       |

| Total Direct Énergie TDE | Total Direct Énergie TDE | Total Direct Énergie TDE |
| ------------------------ | ------------------------ | ------------------------ |
| Nr                       | Kolarz                   | Miejsce                  |
| 131                      | Jérémy Cabot (FRA)       | 133.                     |
| 132                      | Romain Cardis (FRA)      | 83.                      |
| 133                      | Fabien Grellier (FRA)    | 87.                      |
| 134                      | Florian Maitre (FRA)     | DNF-4                    |
| 135                      | Simon Sellier (FRA)      | 118.                     |
| 136                      | Julien Simon (FRA)       | 28.                      |
| 137                      | Rein Taaramäe (EST)      | 26.                      |

| Burgos-BH BBH | Burgos-BH BBH         | Burgos-BH BBH |
| ------------- | --------------------- | ------------- |
| Nr            | Kolarz                | Miejsce       |
| 141           | Willie Smit (RSA)     | 41.           |
| 142           | Isaac Cantón (ESP)    | 126.          |
| 143           | Diego Rubio (ESP)     | 70.           |
| 144           | Jorge Cubero (ESP)    | 122.          |
| 145           | Manuel Peñalver (ESP) | DNF-4         |
| 146           | Jaume Sureda (ESP)    | 97.           |
| 147           | Óscar Cabedo (ESP)    | 19.           |

| Fundación-Orbea FOR | Fundación-Orbea FOR      | Fundación-Orbea FOR |
| ------------------- | ------------------------ | ------------------- |
| Nr                  | Kolarz                   | Miejsce             |
| 151                 | Rubén Fernández (ESP)    | 8.                  |
| 152                 | Juan José Lobato (ESP)   | 112.                |
| 153                 | Mikel Bizkarra (ESP)     | 16.                 |
| 154                 | Joan Bou (ESP)           | 33.                 |
| 155                 | Txomin Juaristi (ESP)    | 44.                 |
| 156                 | Julen Irizar (ESP)       | 130.                |
| 157                 | Antonio Jesús Soto (ESP) | 89.                 |

| Sport Vlaanderen-Baloise SVB | Sport Vlaanderen-Baloise SVB | Sport Vlaanderen-Baloise SVB |
| ---------------------------- | ---------------------------- | ---------------------------- |
| Nr                           | Kolarz                       | Miejsce                      |
| 161                          | Cédric Beullens (BEL)        | 120.                         |
| 162                          | Amaury Capiot (BEL)          | 102.                         |
| 163                          | Kenny De Ketele (BEL)        | 134.                         |
| 164                          | Kevin Deltombe (BEL)         | 34.                          |
| 165                          | Emiel Planckaert (BEL)       | 136.                         |
| 166                          | Thomas Sprengers (BEL)       | 84.                          |
| 167                          | Aaron Verwilst (BEL)         | 99.                          |

| Bardiani CSF Faizanè BCF | Bardiani CSF Faizanè BCF | Bardiani CSF Faizanè BCF |
| ------------------------ | ------------------------ | ------------------------ |
| Nr                       | Kolarz                   | Miejsce                  |
| 171                      | Vincenzo Albanese (ITA)  | 104.                     |
| 172                      | Giovanni Carboni (ITA)   | 106.                     |
| 173                      | Luca Covili (ITA)        | 40.                      |
| 175                      | Umberto Orsini (ITA)     | 103.                     |
| 176                      | Francesco Romano (ITA)   | 56.                      |
| 177                      | Filippo Zana (ITA)       | 110.                     |

| Gazprom-RusVelo GAZ | Gazprom-RusVelo GAZ        | Gazprom-RusVelo GAZ |
| ------------------- | -------------------------- | ------------------- |
| Nr                  | Kolarz                     | Miejsce             |
| 181                 | Wiaczesław Kuzniecow (RUS) | DNF-4               |
| 182                 | Simone Velasco (ITA)       | 65.                 |
| 183                 | Jewgienij Szałunow (RUS)   | 64.                 |
| 184                 | Piotr Rikunow (RUS)        | DNF-4               |
| 185                 | Dmitrij Strachow (RUS)     | 37.                 |
| 186                 | Iwan Rowny (RUS)           | 96.                 |
| 187                 | Christian Scaroni (ITA)    | 59.                 |

| Kometa-Xstra KMT | Kometa-Xstra KMT         | Kometa-Xstra KMT |
| ---------------- | ------------------------ | ---------------- |
| Nr               | Kolarz                   | Miejsce          |
| 191              | Márton Dina (HUN)        | 25.              |
| 192              | Giacomo Garavaglia (ITA) | 137.             |
| 193              | Mathias Larsen (DEN)     | DNF-2            |
| 194              | Alejandro Ropero (ESP)   | DNF-2            |
| 195              | Antonio Puppio (ITA)     | 132.             |
| 196              | Diego Sevilla (ESP)      | 125.             |
| 197              | Daniel Viegas (POR)      | 109.             |

| Equipo Kern Pharma EKP | Equipo Kern Pharma EKP | Equipo Kern Pharma EKP |
| ---------------------- | ---------------------- | ---------------------- |
| Nr                     | Kolarz                 | Miejsce                |
| 201                    | Jaime Castrillo (ESP)  | 127.                   |
| 202                    | Iván Moreno (ESP)      | 55.                    |
| 203                    | Urko Berrade (ESP)     | 46.                    |
| 204                    | José Félix Parra (ESP) | 63.                    |
| 205                    | Enrique Sanz (ESP)     | 105.                   |
| 206                    | Jon Agirre (ESP)       | 31.                    |
| 207                    | Sergio Araiz (ESP)     | 135.                   |

| Astana AST | Astana AST              | Astana AST |
| ---------- | ----------------------- | ---------- |
| Nr         | Kolarz                  | Miejsce    |
| 1          | Ion Izagirre (ESP)      | 7.         |
| 2          | Hugo Houle (CAN)        | 38.        |
| 3          | Luis León Sánchez (ESP) | 42.        |
| 4          | Rodrigo Contreras (COL) | 30.        |
| 5          | Óscar Rodríguez (ESP)   | 9.         |
| 6          | Nikita Stalnow (KAZ)    | 101.       |
| 7          | Jonas Gregaard (DEN)    | 72.        |

| Movistar Team MOV | Movistar Team MOV                | Movistar Team MOV |
| ----------------- | -------------------------------- | ----------------- |
| Nr                | Kolarz                           | Miejsce           |
| 11                | Alejandro Valverde (ESP) (szosa) | 10.               |
| 12                | Dario Cataldo (ITA)              | 62.               |
| 13                | Jorge Arcas (ESP)                | 90.               |
| 14                | Sergio Samitier (ESP)            | 117.              |
| 15                | Marc Soler (ESP)                 | 12.               |
| 16                | José Joaquín Rojas (ESP)         | 57.               |
| 17                | Davide Villella (ITA)            | 35.               |

| Deceuninck-Quick Step DQT | Deceuninck-Quick Step DQT    | Deceuninck-Quick Step DQT |
| ------------------------- | ---------------------------- | ------------------------- |
| Nr                        | Kolarz                       | Miejsce                   |
| 21                        | Davide Ballerini (ITA)       | 51.                       |
| 22                        | Rémi Cavagna (FRA)           | 45.                       |
| 23                        | Tim Declercq (BEL)           | 50.                       |
| 24                        | Stijn Steels (BEL)           | 68.                       |
| 25                        | Fabio Jakobsen (NED) (szosa) | 75.                       |
| 26                        | James Knox (GBR)             | 13.                       |
| 27                        | Yves Lampaert (BEL)          | 79.                       |

| Team Ineos INS | Team Ineos INS             | Team Ineos INS |
| -------------- | -------------------------- | -------------- |
| Nr             | Kolarz                     | Miejsce        |
| 31             | Jonathan Castroviejo (ESP) | 113.           |
| 32             | Tao Geoghegan Hart (GBR)   | 3.             |
| 33             | Christian Knees (GER)      | 71.            |
| 34             | Michał Kwiatkowski (POL)   | 32.            |
| 35             | Gianni Moscon (ITA)        | 11.            |
| 36             | Salvatore Puccio (ITA)     | 78.            |
| 37             | Ben Swift (GBR) (szosa)    | 29.            |

| Jumbo-Visma TJV | Jumbo-Visma TJV           | Jumbo-Visma TJV |
| --------------- | ------------------------- | --------------- |
| Nr              | Kolarz                    | Miejsce         |
| 41              | Paul Martens (GER)        | 124.            |
| 42              | Pascal Eenkhoorn (NED)    | 131.            |
| 43              | Jos van Emden (NED)       | 121.            |
| 44              | Tobias Foss (NOR)         | DNF-2           |
| 45              | Dylan Groenewegen (NED)   | 121.            |
| 46              | Christoph Pfingsten (GER) | 116.            |
| 47              | Maarten Wynants (BEL)     | 115.            |

| UAE Team Emirates UAD | UAE Team Emirates UAD    | UAE Team Emirates UAD |
| --------------------- | ------------------------ | --------------------- |
| Nr                    | Kolarz                   | Miejsce               |
| 51                    | David de la Cruz (ESP)   | 39.                   |
| 52                    | Joe Dombrowski (USA)     | 111.                  |
| 53                    | Alexander Kristoff (NOR) | 85.                   |
| 54                    | Tadej Pogačar (SLO)      | 1.                    |
| 55                    | Jan Polanc (SLO)         | 14.                   |
| 56                    | Edward Ravasi (ITA)      | 93.                   |

| CCC Team CCC | CCC Team CCC               | CCC Team CCC |
| ------------ | -------------------------- | ------------ |
| Nr           | Kolarz                     | Miejsce      |
| 61           | Greg Van Avermaet (BEL)    | 20.          |
| 62           | Víctor de la Parte (ESP)   | 17.          |
| 63           | Alessandro De Marchi (ITA) | 119.         |
| 64           | Serge Pauwels (BEL)        | 21.          |
| 65           | Michael Schär (SUI)        | 54.          |
| 66           | Matteo Trentin (ITA)       | 76.          |
| 67           | Nathan Van Hooydonck (BEL) | 48.          |

| Lotto-Soudal LTS | Lotto-Soudal LTS        | Lotto-Soudal LTS |
| ---------------- | ----------------------- | ---------------- |
| Nr               | Kolarz                  | Miejsce          |
| 71               | John Degenkolb (GER)    | 66.              |
| 72               | Frederik Frison (BEL)   | 74.              |
| 73               | Philippe Gilbert (BEL)  | 36.              |
| 74               | Rémy Mertz (BEL)        | 86.              |
| 75               | Tomasz Marczyński (POL) | 23.              |
| 76               | Brent Van Moer (BEL)    | 60.              |
| 77               | Sander Armée (BEL)      | 15.              |

| Mitchelton-Scott MTS | Mitchelton-Scott MTS          | Mitchelton-Scott MTS |
| -------------------- | ----------------------------- | -------------------- |
| Nr                   | Kolarz                        | Miejsce              |
| 81                   | Jack Haig (AUS)               | 2.                   |
| 82                   | Luka Mezgec (SLO)             | 77.                  |
| 83                   | Michael Albasini (SUI)        | 88.                  |
| 84                   | Christopher Juul-Jensen (DEN) | 67.                  |
| 85                   | Robert Stannard (AUS)         | 58.                  |
| 86                   | Tsgabu Grmay (ETH)            | 80.                  |
| 87                   | Callum Scotson (AUS)          | 92.                  |

| AG2R La Mondiale ALM | AG2R La Mondiale ALM    | AG2R La Mondiale ALM |
| -------------------- | ----------------------- | -------------------- |
| Nr                   | Kolarz                  | Miejsce              |
| 91                   | Julien Duval (FRA)      | 108.                 |
| 92                   | Mathias Frank (SUI)     | 27.                  |
| 93                   | Tony Gallopin (FRA)     | DNF-3                |
| 94                   | Dorian Godon (FRA)      | 47.                  |
| 95                   | Lawrence Naesen (BEL)   | 100.                 |
| 96                   | Oliver Naesen (BEL)     | 91.                  |
| 97                   | Stijn Vandenbergh (BEL) | 43.                  |

| Israel Start-Up Nation ISN | Israel Start-Up Nation ISN | Israel Start-Up Nation ISN |
| -------------------------- | -------------------------- | -------------------------- |
| Nr                         | Kolarz                     | Miejsce                    |
| 101                        | Matthias Brändle (AUT)     | 53.                        |
| 102                        | Davide Cimolai (ITA)       | 98.                        |
| 103                        | Reto Hollenstein (SUI)     | 49.                        |
| 104                        | Daniel Martin (IRL)        | 4.                         |
| 105                        | Daniel Navarro (ESP)       | 95.                        |
| 106                        | Gaj Niw (ISR)              | 94.                        |
| 107                        | Tom Van Asbroeck (BEL)     | 52.                        |

| Bahrain McLaren TBM | Bahrain McLaren TBM       | Bahrain McLaren TBM |
| ------------------- | ------------------------- | ------------------- |
| Nr                  | Kolarz                    | Miejsce             |
| 111                 | Scott Davies (GBR)        | 107.                |
| 112                 | Iván García Cortina (ESP) | 69.                 |
| 113                 | Kevin Inkelaar (NED)      | 123.                |
| 114                 | Matej Mohorič (SLO)       | 24.                 |
| 115                 | Pello Bilbao (ESP)        | 18.                 |
| 116                 | Wout Poels (NED)          | 6.                  |
| 117                 | Dylan Teuns (BEL)         | 5.                  |

| Caja Rural-Seguros RGA CJR | Caja Rural-Seguros RGA CJR     | Caja Rural-Seguros RGA CJR |
| -------------------------- | ------------------------------ | -------------------------- |
| Nr                         | Kolarz                         | Miejsce                    |
| 121                        | Jon Aberasturi (ESP)           | 81.                        |
| 122                        | Jefferson Alveiro Cepeda (ECU) | 22.                        |
| 123                        | Álvaro Cuadros (ESP)           | 73.                        |
| 124                        | Alejandro Osorio (COL)         | 82.                        |
| 125                        | Héctor Sáez (ESP)              | 129.                       |
| 126                        | Gonzalo Serrano (ESP)          | 61.                        |
| 127                        | Cristián Rodríguez (ESP)       | 114.                       |

| Total Direct Énergie TDE | Total Direct Énergie TDE | Total Direct Énergie TDE |
| ------------------------ | ------------------------ | ------------------------ |
| Nr                       | Kolarz                   | Miejsce                  |
| 131                      | Jérémy Cabot (FRA)       | 133.                     |
| 132                      | Romain Cardis (FRA)      | 83.                      |
| 133                      | Fabien Grellier (FRA)    | 87.                      |
| 134                      | Florian Maitre (FRA)     | DNF-4                    |
| 135                      | Simon Sellier (FRA)      | 118.                     |
| 136                      | Julien Simon (FRA)       | 28.                      |
| 137                      | Rein Taaramäe (EST)      | 26.                      |

| Burgos-BH BBH | Burgos-BH BBH         | Burgos-BH BBH |
| ------------- | --------------------- | ------------- |
| Nr            | Kolarz                | Miejsce       |
| 141           | Willie Smit (RSA)     | 41.           |
| 142           | Isaac Cantón (ESP)    | 126.          |
| 143           | Diego Rubio (ESP)     | 70.           |
| 144           | Jorge Cubero (ESP)    | 122.          |
| 145           | Manuel Peñalver (ESP) | DNF-4         |
| 146           | Jaume Sureda (ESP)    | 97.           |
| 147           | Óscar Cabedo (ESP)    | 19.           |

| Fundación-Orbea FOR | Fundación-Orbea FOR      | Fundación-Orbea FOR |
| ------------------- | ------------------------ | ------------------- |
| Nr                  | Kolarz                   | Miejsce             |
| 151                 | Rubén Fernández (ESP)    | 8.                  |
| 152                 | Juan José Lobato (ESP)   | 112.                |
| 153                 | Mikel Bizkarra (ESP)     | 16.                 |
| 154                 | Joan Bou (ESP)           | 33.                 |
| 155                 | Txomin Juaristi (ESP)    | 44.                 |
| 156                 | Julen Irizar (ESP)       | 130.                |
| 157                 | Antonio Jesús Soto (ESP) | 89.                 |

| Sport Vlaanderen-Baloise SVB | Sport Vlaanderen-Baloise SVB | Sport Vlaanderen-Baloise SVB |
| ---------------------------- | ---------------------------- | ---------------------------- |
| Nr                           | Kolarz                       | Miejsce                      |
| 161                          | Cédric Beullens (BEL)        | 120.                         |
| 162                          | Amaury Capiot (BEL)          | 102.                         |
| 163                          | Kenny De Ketele (BEL)        | 134.                         |
| 164                          | Kevin Deltombe (BEL)         | 34.                          |
| 165                          | Emiel Planckaert (BEL)       | 136.                         |
| 166                          | Thomas Sprengers (BEL)       | 84.                          |
| 167                          | Aaron Verwilst (BEL)         | 99.                          |

| Bardiani CSF Faizanè BCF | Bardiani CSF Faizanè BCF | Bardiani CSF Faizanè BCF |
| ------------------------ | ------------------------ | ------------------------ |
| Nr                       | Kolarz                   | Miejsce                  |
| 171                      | Vincenzo Albanese (ITA)  | 104.                     |
| 172                      | Giovanni Carboni (ITA)   | 106.                     |
| 173                      | Luca Covili (ITA)        | 40.                      |
| 175                      | Umberto Orsini (ITA)     | 103.                     |
| 176                      | Francesco Romano (ITA)   | 56.                      |
| 177                      | Filippo Zana (ITA)       | 110.                     |

| Gazprom-RusVelo GAZ | Gazprom-RusVelo GAZ        | Gazprom-RusVelo GAZ |
| ------------------- | -------------------------- | ------------------- |
| Nr                  | Kolarz                     | Miejsce             |
| 181                 | Wiaczesław Kuzniecow (RUS) | DNF-4               |
| 182                 | Simone Velasco (ITA)       | 65.                 |
| 183                 | Jewgienij Szałunow (RUS)   | 64.                 |
| 184                 | Piotr Rikunow (RUS)        | DNF-4               |
| 185                 | Dmitrij Strachow (RUS)     | 37.                 |
| 186                 | Iwan Rowny (RUS)           | 96.                 |
| 187                 | Christian Scaroni (ITA)    | 59.                 |

| Kometa-Xstra KMT | Kometa-Xstra KMT         | Kometa-Xstra KMT |
| ---------------- | ------------------------ | ---------------- |
| Nr               | Kolarz                   | Miejsce          |
| 191              | Márton Dina (HUN)        | 25.              |
| 192              | Giacomo Garavaglia (ITA) | 137.             |
| 193              | Mathias Larsen (DEN)     | DNF-2            |
| 194              | Alejandro Ropero (ESP)   | DNF-2            |
| 195              | Antonio Puppio (ITA)     | 132.             |
| 196              | Diego Sevilla (ESP)      | 125.             |
| 197              | Daniel Viegas (POR)      | 109.             |

| Equipo Kern Pharma EKP | Equipo Kern Pharma EKP | Equipo Kern Pharma EKP |
| ---------------------- | ---------------------- | ---------------------- |
| Nr                     | Kolarz                 | Miejsce                |
| 201                    | Jaime Castrillo (ESP)  | 127.                   |
| 202                    | Iván Moreno (ESP)      | 55.                    |
| 203                    | Urko Berrade (ESP)     | 46.                    |
| 204                    | José Félix Parra (ESP) | 63.                    |
| 205                    | Enrique Sanz (ESP)     | 105.                   |
| 206                    | Jon Agirre (ESP)       | 31.                    |
| 207                    | Sergio Araiz (ESP)     | 135.                   |

Legenda: DNF – nie ukończył etapu, OTL – przekroczył limit czasu, DNS – nie wystartował do etapu, DSQ – zdyskwalifikowany. Numer przy skrócie oznacza etap, na którym kolarz opuścił wyścig.

## Wyniki etapów

### Etap 1
| \| Klasyfikacja etapu \| Klasyfikacja etapu \| Klasyfikacja etapu \| Klasyfikacja etapu \| Klasyfikacja etapu \| \| Kolarz \| Kolarz \| Państwo \| Drużyna \| Czas \| \| ------------------ \| ------------------- \| ------------------ \| ---------------------- \| ------------------ \| \| 1. \| Dylan Groenewegen \| Holandia \| Jumbo-Visma \| 4h 07' 40" \| \| 2. \| Fabio Jakobsen \| Holandia \| Deceuninck-Quick Step \| + 0" \| \| 3. \| Alexander Kristoff \| Norwegia \| UAE Team Emirates \| + 0" \| \| 4. \| Ben Swift \| Wielka Brytania \| Team Ineos \| + 0" \| \| 5. \| Juan José Lobato \| Hiszpania \| Fundación-Orbea \| + 0" \| \| 6. \| Jon Aberasturi \| Hiszpania \| Caja Rural-Seguros RGA \| + 0" \| \| 7. \| John Degenkolb \| Niemcy \| Lotto-Soudal \| + 0" \| \| 8. \| Luka Mezgec \| Słowenia \| Mitchelton-Scott \| + 0" \| \| 9. \| Iván García Cortina \| Hiszpania \| Bahrain McLaren \| + 0" \| \| 10. \| Lawrence Naesen \| Belgia \| AG2R La Mondiale \| + 0" \| |                     |                 |                        |            |
| |                     |                 |                        |            |
| |                     |                 |                        |            |
| Klasyfikacja etapu |                     |                 |                        |            |
| Kolarz | Kolarz              | Państwo         | Drużyna                | Czas       |
| 1. | Dylan Groenewegen   | Holandia        | Jumbo-Visma            | 4h 07' 40" |
| 2. | Fabio Jakobsen      | Holandia        | Deceuninck-Quick Step  | + 0"       |
| 3. | Alexander Kristoff  | Norwegia        | UAE Team Emirates      | + 0"       |
| 4. | Ben Swift           | Wielka Brytania | Team Ineos             | + 0"       |
| 5. | Juan José Lobato    | Hiszpania       | Fundación-Orbea        | + 0"       |
| 6. | Jon Aberasturi      | Hiszpania       | Caja Rural-Seguros RGA | + 0"       |
| 7. | John Degenkolb      | Niemcy          | Lotto-Soudal           | + 0"       |
| 8. | Luka Mezgec         | Słowenia        | Mitchelton-Scott       | + 0"       |
| 9. | Iván García Cortina | Hiszpania       | Bahrain McLaren        | + 0"       |
| 10. | Lawrence Naesen     | Belgia          | AG2R La Mondiale       | + 0"       |

| \| Klasyfikacja generalna \| Klasyfikacja generalna \| Klasyfikacja generalna \| Klasyfikacja generalna \| Klasyfikacja generalna \| \| Kolarz \| Kolarz \| Państwo \| Drużyna \| Czas \| \| ---------------------- \| ---------------------- \| ---------------------- \| ---------------------- \| ---------------------- \| \| 1. \| Dylan Groenewegen \| Holandia \| Jumbo-Visma \| 4h 07' 40" \| \| 2. \| Fabio Jakobsen \| Holandia \| Deceuninck-Quick Step \| + 0" \| \| 3. \| Alexander Kristoff \| Norwegia \| UAE Team Emirates \| + 0" \| \| 4. \| Ben Swift \| Wielka Brytania \| Team Ineos \| + 0" \| \| 5. \| Juan José Lobato \| Hiszpania \| Fundación-Orbea \| + 0" \| \| 6. \| Jon Aberasturi \| Hiszpania \| Caja Rural-Seguros RGA \| + 0" \| \| 7. \| John Degenkolb \| Niemcy \| Lotto-Soudal \| + 0" \| \| 8. \| Luka Mezgec \| Słowenia \| Mitchelton-Scott \| + 0" \| \| 9. \| Iván García Cortina \| Hiszpania \| Bahrain McLaren \| + 0" \| \| 10. \| Lawrence Naesen \| Belgia \| AG2R La Mondiale \| + 0" \| |                     |                 |                        |            |
| |                     |                 |                        |            |
| |                     |                 |                        |            |
| Klasyfikacja generalna |                     |                 |                        |            |
| Kolarz | Kolarz              | Państwo         | Drużyna                | Czas       |
| 1. | Dylan Groenewegen   | Holandia        | Jumbo-Visma            | 4h 07' 40" |
| 2. | Fabio Jakobsen      | Holandia        | Deceuninck-Quick Step  | + 0"       |
| 3. | Alexander Kristoff  | Norwegia        | UAE Team Emirates      | + 0"       |
| 4. | Ben Swift           | Wielka Brytania | Team Ineos             | + 0"       |
| 5. | Juan José Lobato    | Hiszpania       | Fundación-Orbea        | + 0"       |
| 6. | Jon Aberasturi      | Hiszpania       | Caja Rural-Seguros RGA | + 0"       |
| 7. | John Degenkolb      | Niemcy          | Lotto-Soudal           | + 0"       |
| 8. | Luka Mezgec         | Słowenia        | Mitchelton-Scott       | + 0"       |
| 9. | Iván García Cortina | Hiszpania       | Bahrain McLaren        | + 0"       |
| 10. | Lawrence Naesen     | Belgia          | AG2R La Mondiale       | + 0"       |

### Etap 2
| \| Klasyfikacja etapu \| Klasyfikacja etapu \| Klasyfikacja etapu \| Klasyfikacja etapu \| Klasyfikacja etapu \| \| Kolarz \| Kolarz \| Państwo \| Drużyna \| Czas \| \| ------------------ \| ------------------ \| ------------------ \| ---------------------- \| ------------------ \| \| 1. \| Tadej Pogačar \| Słowenia \| UAE Team Emirates \| 4h 14' 26" \| \| 2. \| Alejandro Valverde \| Hiszpania \| Movistar Team \| + 0" \| \| 3. \| Dylan Teuns \| Belgia \| Bahrain McLaren \| + 0" \| \| 4. \| Daniel Martin \| Irlandia \| Israel Start-Up Nation \| + 0" \| \| 5. \| Jack Haig \| Australia \| Mitchelton-Scott \| + 0" \| \| 6. \| Ion Izagirre \| Hiszpania \| Astana \| + 0" \| \| 7. \| Rubén Fernández \| Hiszpania \| Fundación-Orbea \| + 0" \| \| 8. \| Gianni Moscon \| Włochy \| Team Ineos \| + 0" \| \| 9. \| Tao Geoghegan Hart \| Wielka Brytania \| Team Ineos \| + 0" \| \| 10. \| Greg Van Avermaet \| Belgia \| CCC Team \| + 5" \| |                    |                 |                        |            |
| |                    |                 |                        |            |
| |                    |                 |                        |            |
| Klasyfikacja etapu |                    |                 |                        |            |
| Kolarz | Kolarz             | Państwo         | Drużyna                | Czas       |
| 1. | Tadej Pogačar      | Słowenia        | UAE Team Emirates      | 4h 14' 26" |
| 2. | Alejandro Valverde | Hiszpania       | Movistar Team          | + 0"       |
| 3. | Dylan Teuns        | Belgia          | Bahrain McLaren        | + 0"       |
| 4. | Daniel Martin      | Irlandia        | Israel Start-Up Nation | + 0"       |
| 5. | Jack Haig          | Australia       | Mitchelton-Scott       | + 0"       |
| 6. | Ion Izagirre       | Hiszpania       | Astana                 | + 0"       |
| 7. | Rubén Fernández    | Hiszpania       | Fundación-Orbea        | + 0"       |
| 8. | Gianni Moscon      | Włochy          | Team Ineos             | + 0"       |
| 9. | Tao Geoghegan Hart | Wielka Brytania | Team Ineos             | + 0"       |
| 10. | Greg Van Avermaet  | Belgia          | CCC Team               | + 5"       |

| \| Klasyfikacja generalna \| Klasyfikacja generalna \| Klasyfikacja generalna \| Klasyfikacja generalna \| Klasyfikacja generalna \| \| Kolarz \| Kolarz \| Państwo \| Drużyna \| Czas \| \| ---------------------- \| ---------------------- \| ---------------------- \| ---------------------- \| ---------------------- \| \| 1. \| Tadej Pogačar \| Słowenia \| UAE Team Emirates \| 8h 22' 09" \| \| 2. \| Jack Haig \| Australia \| Mitchelton-Scott \| + 0" \| \| 3. \| Alejandro Valverde \| Hiszpania \| Movistar Team \| + 0" \| \| 4. \| Rubén Fernández \| Hiszpania \| Fundación-Orbea \| + 0" \| \| 5. \| Dylan Teuns \| Belgia \| Bahrain McLaren \| + 0" \| \| 6. \| Gianni Moscon \| Włochy \| Team Ineos \| + 0" \| \| 7. \| Ion Izagirre \| Hiszpania \| Astana \| + 0" \| \| 8. \| Tao Geoghegan Hart \| Wielka Brytania \| Team Ineos \| + 0" \| \| 9. \| Daniel Martin \| Irlandia \| Israel Start-Up Nation \| + 0" \| \| 10. \| Matej Mohorič \| Słowenia \| Bahrain McLaren \| + 2" \| |                    |                 |                        |            |
| |                    |                 |                        |            |
| |                    |                 |                        |            |
| Klasyfikacja generalna |                    |                 |                        |            |
| Kolarz | Kolarz             | Państwo         | Drużyna                | Czas       |
| 1. | Tadej Pogačar      | Słowenia        | UAE Team Emirates      | 8h 22' 09" |
| 2. | Jack Haig          | Australia       | Mitchelton-Scott       | + 0"       |
| 3. | Alejandro Valverde | Hiszpania       | Movistar Team          | + 0"       |
| 4. | Rubén Fernández    | Hiszpania       | Fundación-Orbea        | + 0"       |
| 5. | Dylan Teuns        | Belgia          | Bahrain McLaren        | + 0"       |
| 6. | Gianni Moscon      | Włochy          | Team Ineos             | + 0"       |
| 7. | Ion Izagirre       | Hiszpania       | Astana                 | + 0"       |
| 8. | Tao Geoghegan Hart | Wielka Brytania | Team Ineos             | + 0"       |
| 9. | Daniel Martin      | Irlandia        | Israel Start-Up Nation | + 0"       |
| 10. | Matej Mohorič      | Słowenia        | Bahrain McLaren        | + 2"       |

### Etap 3
| \| Klasyfikacja etapu \| Klasyfikacja etapu \| Klasyfikacja etapu \| Klasyfikacja etapu \| Klasyfikacja etapu \| \| Kolarz \| Kolarz \| Państwo \| Drużyna \| Czas \| \| ------------------ \| ------------------ \| ------------------ \| ------------------------ \| ------------------ \| \| 1. \| Dylan Groenewegen \| Holandia \| Jumbo-Visma \| 3h 54' 16" \| \| 2. \| Fabio Jakobsen \| Holandia \| Deceuninck-Quick Step \| + 0" \| \| 3. \| Matej Mohorič \| Słowenia \| Bahrain McLaren \| + 0" \| \| 4. \| Davide Cimolai \| Włochy \| Israel Start-Up Nation \| + 0" \| \| 5. \| Jon Aberasturi \| Hiszpania \| Caja Rural-Seguros RGA \| + 0" \| \| 6. \| Luka Mezgec \| Słowenia \| Mitchelton-Scott \| + 0" \| \| 7. \| Amaury Capiot \| Belgia \| Sport Vlaanderen-Baloise \| + 0" \| \| 8. \| Matteo Trentin \| Włochy \| CCC Team \| + 0" \| \| 9. \| Tom Van Asbroeck \| Belgia \| Israel Start-Up Nation \| + 0" \| \| 10. \| Alexander Kristoff \| Norwegia \| UAE Team Emirates \| + 0" \| |                    |           |                          |            |
| |                    |           |                          |            |
| |                    |           |                          |            |
| Klasyfikacja etapu |                    |           |                          |            |
| Kolarz | Kolarz             | Państwo   | Drużyna                  | Czas       |
| 1. | Dylan Groenewegen  | Holandia  | Jumbo-Visma              | 3h 54' 16" |
| 2. | Fabio Jakobsen     | Holandia  | Deceuninck-Quick Step    | + 0"       |
| 3. | Matej Mohorič      | Słowenia  | Bahrain McLaren          | + 0"       |
| 4. | Davide Cimolai     | Włochy    | Israel Start-Up Nation   | + 0"       |
| 5. | Jon Aberasturi     | Hiszpania | Caja Rural-Seguros RGA   | + 0"       |
| 6. | Luka Mezgec        | Słowenia  | Mitchelton-Scott         | + 0"       |
| 7. | Amaury Capiot      | Belgia    | Sport Vlaanderen-Baloise | + 0"       |
| 8. | Matteo Trentin     | Włochy    | CCC Team                 | + 0"       |
| 9. | Tom Van Asbroeck   | Belgia    | Israel Start-Up Nation   | + 0"       |
| 10. | Alexander Kristoff | Norwegia  | UAE Team Emirates        | + 0"       |

| \| Klasyfikacja generalna \| Klasyfikacja generalna \| Klasyfikacja generalna \| Klasyfikacja generalna \| Klasyfikacja generalna \| \| Kolarz \| Kolarz \| Państwo \| Drużyna \| Czas \| \| ---------------------- \| ---------------------- \| ---------------------- \| ---------------------- \| ---------------------- \| \| 1. \| Jack Haig \| Australia \| Mitchelton-Scott \| 12h 16' 25" \| \| 2. \| Tadej Pogačar \| Słowenia \| UAE Team Emirates \| + 0" \| \| 3. \| Alejandro Valverde \| Hiszpania \| Movistar Team \| + 0" \| \| 4. \| Rubén Fernández \| Hiszpania \| Fundación-Orbea \| + 0" \| \| 5. \| Dylan Teuns \| Belgia \| Bahrain McLaren \| + 0" \| \| 6. \| Ion Izagirre \| Hiszpania \| Astana \| + 0" \| \| 7. \| Tao Geoghegan Hart \| Wielka Brytania \| Team Ineos \| + 0" \| \| 8. \| Matej Mohorič \| Słowenia \| Bahrain McLaren \| + 2" \| \| 9. \| Jan Polanc \| Słowenia \| UAE Team Emirates \| + 5" \| \| 10. \| Greg Van Avermaet \| Belgia \| CCC Team \| + 5" \| |                    |                 |                   |             |
| |                    |                 |                   |             |
| |                    |                 |                   |             |
| Klasyfikacja generalna |                    |                 |                   |             |
| Kolarz | Kolarz             | Państwo         | Drużyna           | Czas        |
| 1. | Jack Haig          | Australia       | Mitchelton-Scott  | 12h 16' 25" |
| 2. | Tadej Pogačar      | Słowenia        | UAE Team Emirates | + 0"        |
| 3. | Alejandro Valverde | Hiszpania       | Movistar Team     | + 0"        |
| 4. | Rubén Fernández    | Hiszpania       | Fundación-Orbea   | + 0"        |
| 5. | Dylan Teuns        | Belgia          | Bahrain McLaren   | + 0"        |
| 6. | Ion Izagirre       | Hiszpania       | Astana            | + 0"        |
| 7. | Tao Geoghegan Hart | Wielka Brytania | Team Ineos        | + 0"        |
| 8. | Matej Mohorič      | Słowenia        | Bahrain McLaren   | + 2"        |
| 9. | Jan Polanc         | Słowenia        | UAE Team Emirates | + 5"        |
| 10. | Greg Van Avermaet  | Belgia          | CCC Team          | + 5"        |

### Etap 4
| \| Klasyfikacja etapu \| Klasyfikacja etapu \| Klasyfikacja etapu \| Klasyfikacja etapu \| Klasyfikacja etapu \| \| Kolarz \| Kolarz \| Państwo \| Drużyna \| Czas \| \| ------------------ \| ------------------ \| ------------------ \| ---------------------- \| ------------------ \| \| 1. \| Tadej Pogačar \| Słowenia \| UAE Team Emirates \| 4h 22' 03" \| \| 2. \| Wout Poels \| Holandia \| Bahrain McLaren \| + 6" \| \| 3. \| Tao Geoghegan Hart \| Wielka Brytania \| Team Ineos \| + 6" \| \| 4. \| Daniel Martin \| Irlandia \| Israel Start-Up Nation \| + 6" \| \| 5. \| Jack Haig \| Australia \| Mitchelton-Scott \| + 6" \| \| 6. \| Dylan Teuns \| Belgia \| Bahrain McLaren \| + 23" \| \| 7. \| Ion Izagirre \| Hiszpania \| Astana \| + 32" \| \| 8. \| Sander Armée \| Belgia \| Lotto-Soudal \| + 42" \| \| 9. \| Óscar Rodríguez \| Hiszpania \| Astana \| + 45" \| \| 10. \| Rubén Fernández \| Hiszpania \| Fundación-Orbea \| + 49" \| |                    |                 |                        |            |
| |                    |                 |                        |            |
| |                    |                 |                        |            |
| Klasyfikacja etapu |                    |                 |                        |            |
| Kolarz | Kolarz             | Państwo         | Drużyna                | Czas       |
| 1. | Tadej Pogačar      | Słowenia        | UAE Team Emirates      | 4h 22' 03" |
| 2. | Wout Poels         | Holandia        | Bahrain McLaren        | + 6"       |
| 3. | Tao Geoghegan Hart | Wielka Brytania | Team Ineos             | + 6"       |
| 4. | Daniel Martin      | Irlandia        | Israel Start-Up Nation | + 6"       |
| 5. | Jack Haig          | Australia       | Mitchelton-Scott       | + 6"       |
| 6. | Dylan Teuns        | Belgia          | Bahrain McLaren        | + 23"      |
| 7. | Ion Izagirre       | Hiszpania       | Astana                 | + 32"      |
| 8. | Sander Armée       | Belgia          | Lotto-Soudal           | + 42"      |
| 9. | Óscar Rodríguez    | Hiszpania       | Astana                 | + 45"      |
| 10. | Rubén Fernández    | Hiszpania       | Fundación-Orbea        | + 49"      |

| \| Klasyfikacja generalna \| Klasyfikacja generalna \| Klasyfikacja generalna \| Klasyfikacja generalna \| Klasyfikacja generalna \| \| Kolarz \| Kolarz \| Państwo \| Drużyna \| Czas \| \| ---------------------- \| ---------------------- \| ---------------------- \| ---------------------- \| ---------------------- \| \| 1. \| Tadej Pogačar \| Słowenia \| UAE Team Emirates \| 16h 38' 28" \| \| 2. \| Tao Geoghegan Hart \| Wielka Brytania \| Team Ineos \| + 6" \| \| 2. \| Jack Haig \| Australia \| Mitchelton-Scott \| + 6" \| \| 4. \| Daniel Martin \| Irlandia \| Israel Start-Up Nation \| + 13" \| \| 5. \| Dylan Teuns \| Belgia \| Bahrain McLaren \| + 23" \| \| 6. \| Wout Poels \| Holandia \| Bahrain McLaren \| + 25" \| \| 7. \| Ion Izagirre \| Hiszpania \| Astana \| + 32" \| \| 8. \| Rubén Fernández \| Hiszpania \| Fundación-Orbea \| + 49" \| \| 9. \| Óscar Rodríguez \| Hiszpania \| Astana \| + 1' 11" \| \| 10. \| Alejandro Valverde \| Hiszpania \| Movistar Team \| + 1' 14" \| |                    |                 |                        |             |
| |                    |                 |                        |             |
| |                    |                 |                        |             |
| Klasyfikacja generalna |                    |                 |                        |             |
| Kolarz | Kolarz             | Państwo         | Drużyna                | Czas        |
| 1. | Tadej Pogačar      | Słowenia        | UAE Team Emirates      | 16h 38' 28" |
| 2. | Tao Geoghegan Hart | Wielka Brytania | Team Ineos             | + 6"        |
| 2. | Jack Haig          | Australia       | Mitchelton-Scott       | + 6"        |
| 4. | Daniel Martin      | Irlandia        | Israel Start-Up Nation | + 13"       |
| 5. | Dylan Teuns        | Belgia          | Bahrain McLaren        | + 23"       |
| 6. | Wout Poels         | Holandia        | Bahrain McLaren        | + 25"       |
| 7. | Ion Izagirre       | Hiszpania       | Astana                 | + 32"       |
| 8. | Rubén Fernández    | Hiszpania       | Fundación-Orbea        | + 49"       |
| 9. | Óscar Rodríguez    | Hiszpania       | Astana                 | + 1' 11"    |
| 10. | Alejandro Valverde | Hiszpania       | Movistar Team          | + 1' 14"    |

### Etap 5
| \| Klasyfikacja etapu \| Klasyfikacja etapu \| Klasyfikacja etapu \| Klasyfikacja etapu \| Klasyfikacja etapu \| \| Kolarz \| Kolarz \| Państwo \| Drużyna \| Czas \| \| ------------------ \| ------------------- \| ------------------ \| ---------------------- \| ------------------ \| \| 1. \| Fabio Jakobsen \| Holandia \| Deceuninck-Quick Step \| 2h 04' 32" \| \| 2. \| Dylan Groenewegen \| Holandia \| Jumbo-Visma \| + 0" \| \| 3. \| John Degenkolb \| Niemcy \| Lotto-Soudal \| + 0" \| \| 4. \| Alexander Kristoff \| Norwegia \| UAE Team Emirates \| + 0" \| \| 5. \| Iván García Cortina \| Hiszpania \| Bahrain McLaren \| + 0" \| \| 6. \| Jon Aberasturi \| Hiszpania \| Caja Rural-Seguros RGA \| + 0" \| \| 7. \| Jaume Sureda \| Hiszpania \| Burgos-BH \| + 0" \| \| 8. \| Davide Ballerini \| Włochy \| Deceuninck-Quick Step \| + 0" \| \| 9. \| Enrique Sanz \| Hiszpania \| Equipo Kern Pharma \| + 0" \| \| 10. \| Matteo Trentin \| Włochy \| CCC Team \| + 0" \| |                     |           |                        |            |
| |                     |           |                        |            |
| |                     |           |                        |            |
| Klasyfikacja etapu |                     |           |                        |            |
| Kolarz | Kolarz              | Państwo   | Drużyna                | Czas       |
| 1. | Fabio Jakobsen      | Holandia  | Deceuninck-Quick Step  | 2h 04' 32" |
| 2. | Dylan Groenewegen   | Holandia  | Jumbo-Visma            | + 0"       |
| 3. | John Degenkolb      | Niemcy    | Lotto-Soudal           | + 0"       |
| 4. | Alexander Kristoff  | Norwegia  | UAE Team Emirates      | + 0"       |
| 5. | Iván García Cortina | Hiszpania | Bahrain McLaren        | + 0"       |
| 6. | Jon Aberasturi      | Hiszpania | Caja Rural-Seguros RGA | + 0"       |
| 7. | Jaume Sureda        | Hiszpania | Burgos-BH              | + 0"       |
| 8. | Davide Ballerini    | Włochy    | Deceuninck-Quick Step  | + 0"       |
| 9. | Enrique Sanz        | Hiszpania | Equipo Kern Pharma     | + 0"       |
| 10. | Matteo Trentin      | Włochy    | CCC Team               | + 0"       |

## Klasyfikacje

### Klasyfikacja generalna
| \| Klasyfikacja generalna \| Klasyfikacja generalna \| Klasyfikacja generalna \| Klasyfikacja generalna \| Klasyfikacja generalna \| \| Kolarz \| Kolarz \| Państwo \| Drużyna \| Czas \| \| ---------------------- \| ---------------------- \| ---------------------- \| ---------------------- \| ---------------------- \| \| 1. \| Tadej Pogačar \| Słowenia \| UAE Team Emirates \| 18h 43' 00" \| \| 2. \| Jack Haig \| Australia \| Mitchelton-Scott \| + 6" \| \| 3. \| Tao Geoghegan Hart \| Wielka Brytania \| Team Ineos \| + 6" \| \| 4. \| Daniel Martin \| Irlandia \| Israel Start-Up Nation \| + 13" \| \| 5. \| Dylan Teuns \| Belgia \| Bahrain McLaren \| + 23" \| \| 6. \| Wout Poels \| Holandia \| Bahrain McLaren \| + 25" \| \| 7. \| Ion Izagirre \| Hiszpania \| Astana \| + 32" \| \| 8. \| Rubén Fernández \| Hiszpania \| Fundación-Orbea \| + 49" \| \| 9. \| Óscar Rodríguez \| Hiszpania \| Astana \| + 1' 11" \| \| 10. \| Alejandro Valverde \| Hiszpania \| Movistar Team \| + 1' 14" \| \| 11. \| Gianni Moscon \| Włochy \| Team Ineos \| + 1' 19" \| \| 12. \| Marc Soler \| Hiszpania \| Movistar Team \| + 1' 22" \| \| 13. \| James Knox \| Wielka Brytania \| Deceuninck-Quick Step \| + 1' 22" \| \| 14. \| Jan Polanc \| Słowenia \| UAE Team Emirates \| + 1' 36" \| \| 15. \| Sander Armée \| Belgia \| Lotto-Soudal \| + 1' 43" \| |                    |                 |                        |             |
| |                    |                 |                        |             |
| Źródło: ProCyclingStats |                    |                 |                        |             |
| Klasyfikacja generalna |                    |                 |                        |             |
| Kolarz | Kolarz             | Państwo         | Drużyna                | Czas        |
| 1. | Tadej Pogačar      | Słowenia        | UAE Team Emirates      | 18h 43' 00" |
| 2. | Jack Haig          | Australia       | Mitchelton-Scott       | + 6"        |
| 3. | Tao Geoghegan Hart | Wielka Brytania | Team Ineos             | + 6"        |
| 4. | Daniel Martin      | Irlandia        | Israel Start-Up Nation | + 13"       |
| 5. | Dylan Teuns        | Belgia          | Bahrain McLaren        | + 23"       |
| 6. | Wout Poels         | Holandia        | Bahrain McLaren        | + 25"       |
| 7. | Ion Izagirre       | Hiszpania       | Astana                 | + 32"       |
| 8. | Rubén Fernández    | Hiszpania       | Fundación-Orbea        | + 49"       |
| 9. | Óscar Rodríguez    | Hiszpania       | Astana                 | + 1' 11"    |
| 10. | Alejandro Valverde | Hiszpania       | Movistar Team          | + 1' 14"    |
| 11. | Gianni Moscon      | Włochy          | Team Ineos             | + 1' 19"    |
| 12. | Marc Soler         | Hiszpania       | Movistar Team          | + 1' 22"    |
| 13. | James Knox         | Wielka Brytania | Deceuninck-Quick Step  | + 1' 22"    |
| 14. | Jan Polanc         | Słowenia        | UAE Team Emirates      | + 1' 36"    |
| 15. | Sander Armée       | Belgia          | Lotto-Soudal           | + 1' 43"    |

| Klasyfikacja punktowa | Klasyfikacja punktowa | Klasyfikacja punktowa | Klasyfikacja punktowa  | Klasyfikacja punktowa |
| Kolarz                | Kolarz                | Państwo               | Drużyna                | Punkty                |
| --------------------- | --------------------- | --------------------- | ---------------------- | --------------------- |
| 1.                    | Dylan Groenewegen     | Holandia              | Jumbo-Visma            | 70 pkt                |
| 2.                    | Fabio Jakobsen        | Holandia              | Deceuninck-Quick Step  | 65 pkt                |
| 3.                    | Tadej Pogačar         | Słowenia              | UAE Team Emirates      | 50 pkt                |
| 4.                    | Alexander Kristoff    | Norwegia              | UAE Team Emirates      | 36 pkt                |
| 5.                    | Jon Aberasturi        | Hiszpania             | Caja Rural-Seguros RGA | 32 pkt                |
| 6.                    | Jack Haig             | Australia             | Mitchelton-Scott       | 28 pkt                |
| 7.                    | Daniel Martin         | Irlandia              | Israel Start-Up Nation | 28 pkt                |
| 8.                    | Dylan Teuns           | Belgia                | Bahrain McLaren        | 26 pkt                |
| 9.                    | John Degenkolb        | Niemcy                | Lotto-Soudal           | 25 pkt                |
| 10.                   | Davide Cimolai        | Włochy                | Israel Start-Up Nation | 24 pkt                |

| Klasyfikacja punktowa | Klasyfikacja punktowa | Klasyfikacja punktowa | Klasyfikacja punktowa  | Klasyfikacja punktowa |
| Kolarz                | Kolarz                | Państwo               | Drużyna                | Punkty                |
| --------------------- | --------------------- | --------------------- | ---------------------- | --------------------- |
| 1.                    | Dylan Groenewegen     | Holandia              | Jumbo-Visma            | 70 pkt                |
| 2.                    | Fabio Jakobsen        | Holandia              | Deceuninck-Quick Step  | 65 pkt                |
| 3.                    | Tadej Pogačar         | Słowenia              | UAE Team Emirates      | 50 pkt                |
| 4.                    | Alexander Kristoff    | Norwegia              | UAE Team Emirates      | 36 pkt                |
| 5.                    | Jon Aberasturi        | Hiszpania             | Caja Rural-Seguros RGA | 32 pkt                |
| 6.                    | Jack Haig             | Australia             | Mitchelton-Scott       | 28 pkt                |
| 7.                    | Daniel Martin         | Irlandia              | Israel Start-Up Nation | 28 pkt                |
| 8.                    | Dylan Teuns           | Belgia                | Bahrain McLaren        | 26 pkt                |
| 9.                    | John Degenkolb        | Niemcy                | Lotto-Soudal           | 25 pkt                |
| 10.                   | Davide Cimolai        | Włochy                | Israel Start-Up Nation | 24 pkt                |

| Klasyfikacja górska | Klasyfikacja górska  | Klasyfikacja górska | Klasyfikacja górska    | Klasyfikacja górska |
| Kolarz              | Kolarz               | Państwo             | Drużyna                | Punkty              |
| ------------------- | -------------------- | ------------------- | ---------------------- | ------------------- |
| 1.                  | Gonzalo Serrano      | Hiszpania           | Caja Rural-Seguros RGA | 24 pkt              |
| 2.                  | Tadej Pogačar        | Słowenia            | UAE Team Emirates      | 13 pkt              |
| 3.                  | Álvaro Cuadros       | Hiszpania           | Caja Rural-Seguros RGA | 12 pkt              |
| 4.                  | Pello Bilbao         | Hiszpania           | Bahrain McLaren        | 10 pkt              |
| 5.                  | Wout Poels           | Holandia            | Bahrain McLaren        | 8 pkt               |
| 6.                  | Iván Moreno          | Hiszpania           | Equipo Kern Pharma     | 6 pkt               |
| 7.                  | Tao Geoghegan Hart   | Wielka Brytania     | Team Ineos             | 6 pkt               |
| 8.                  | Giovanni Carboni     | Włochy              | Bardiani CSF Faizanè   | 6 pkt               |
| 9.                  | Alessandro De Marchi | Włochy              | CCC Team               | 6 pkt               |
| 10.                 | Tim Declercq         | Belgia              | Deceuninck-Quick Step  | 5 pkt               |

| Klasyfikacja górska | Klasyfikacja górska  | Klasyfikacja górska | Klasyfikacja górska    | Klasyfikacja górska |
| Kolarz              | Kolarz               | Państwo             | Drużyna                | Punkty              |
| ------------------- | -------------------- | ------------------- | ---------------------- | ------------------- |
| 1.                  | Gonzalo Serrano      | Hiszpania           | Caja Rural-Seguros RGA | 24 pkt              |
| 2.                  | Tadej Pogačar        | Słowenia            | UAE Team Emirates      | 13 pkt              |
| 3.                  | Álvaro Cuadros       | Hiszpania           | Caja Rural-Seguros RGA | 12 pkt              |
| 4.                  | Pello Bilbao         | Hiszpania           | Bahrain McLaren        | 10 pkt              |
| 5.                  | Wout Poels           | Holandia            | Bahrain McLaren        | 8 pkt               |
| 6.                  | Iván Moreno          | Hiszpania           | Equipo Kern Pharma     | 6 pkt               |
| 7.                  | Tao Geoghegan Hart   | Wielka Brytania     | Team Ineos             | 6 pkt               |
| 8.                  | Giovanni Carboni     | Włochy              | Bardiani CSF Faizanè   | 6 pkt               |
| 9.                  | Alessandro De Marchi | Włochy              | CCC Team               | 6 pkt               |
| 10.                 | Tim Declercq         | Belgia              | Deceuninck-Quick Step  | 5 pkt               |

| Klasyfikacja młodzieżowa | Klasyfikacja młodzieżowa | Klasyfikacja młodzieżowa | Klasyfikacja młodzieżowa | Klasyfikacja młodzieżowa |
| Kolarz                   | Kolarz                   | Państwo                  | Drużyna                  | Czas                     |
| ------------------------ | ------------------------ | ------------------------ | ------------------------ | ------------------------ |
| 1.                       | Tadej Pogačar            | Słowenia                 | UAE Team Emirates        | 18h 43' 00"              |
| 2.                       | Tao Geoghegan Hart       | Wielka Brytania          | Team Ineos               | + 6"                     |
| 3.                       | Óscar Rodríguez          | Hiszpania                | Astana                   | + 1' 11"                 |
| 4.                       | James Knox               | Wielka Brytania          | Deceuninck-Quick Step    | + 1' 22"                 |
| 5.                       | Jefferson Alveiro Cepeda | Ekwador                  | Caja Rural-Seguros RGA   | + 2' 58"                 |
| 6.                       | Márton Dina              | Węgry                    | Kometa-Xstra             | + 3' 27"                 |
| 7.                       | Jon Agirre               | Hiszpania                | Equipo Kern Pharma       | + 5' 40"                 |
| 8.                       | Joan Bou                 | Hiszpania                | Fundación-Orbea          | + 5' 57"                 |
| 9.                       | Dmitrij Strachow         | Rosja                    | Gazprom-RusVelo          | + 6' 47"                 |
| 10.                      | Luca Covili              | Włochy                   | Bardiani CSF Faizanè     | + 7' 25"                 |

| Klasyfikacja młodzieżowa | Klasyfikacja młodzieżowa | Klasyfikacja młodzieżowa | Klasyfikacja młodzieżowa | Klasyfikacja młodzieżowa |
| Kolarz                   | Kolarz                   | Państwo                  | Drużyna                  | Czas                     |
| ------------------------ | ------------------------ | ------------------------ | ------------------------ | ------------------------ |
| 1.                       | Tadej Pogačar            | Słowenia                 | UAE Team Emirates        | 18h 43' 00"              |
| 2.                       | Tao Geoghegan Hart       | Wielka Brytania          | Team Ineos               | + 6"                     |
| 3.                       | Óscar Rodríguez          | Hiszpania                | Astana                   | + 1' 11"                 |
| 4.                       | James Knox               | Wielka Brytania          | Deceuninck-Quick Step    | + 1' 22"                 |
| 5.                       | Jefferson Alveiro Cepeda | Ekwador                  | Caja Rural-Seguros RGA   | + 2' 58"                 |
| 6.                       | Márton Dina              | Węgry                    | Kometa-Xstra             | + 3' 27"                 |
| 7.                       | Jon Agirre               | Hiszpania                | Equipo Kern Pharma       | + 5' 40"                 |
| 8.                       | Joan Bou                 | Hiszpania                | Fundación-Orbea          | + 5' 57"                 |
| 9.                       | Dmitrij Strachow         | Rosja                    | Gazprom-RusVelo          | + 6' 47"                 |
| 10.                      | Luca Covili              | Włochy                   | Bardiani CSF Faizanè     | + 7' 25"                 |

| Klasyfikacja drużynowa | Klasyfikacja drużynowa | Klasyfikacja drużynowa       | Klasyfikacja drużynowa |
| Drużyna                | Drużyna                | Państwo                      | Czas                   |
| ---------------------- | ---------------------- | ---------------------------- | ---------------------- |
| 1.                     | Bahrain McLaren        | Bahrajn                      | 56h 11' 12"            |
| 2.                     | CCC Team               | Polska                       | + 3' 31"               |
| 3.                     | Ineos                  | Wielka Brytania              | + 3' 37"               |
| 4.                     | Astana                 | Kazachstan                   | + 4' 24"               |
| 5.                     | Euskaltel-Euskadi      | Hiszpania                    | + 4' 52"               |
| 6.                     | UAE Team Emirates      | Zjednoczone Emiraty Arabskie | + 6' 04"               |
| 7.                     | Movistar Team          | Hiszpania                    | + 6' 39"               |
| 8.                     | Lotto Soudal           | Belgia                       | + 8' 18"               |
| 9.                     | Burgos-BH              | Hiszpania                    | + 13' 44"              |
| 10.                    | AG2R La Mondiale       | Francja                      | + 14' 10"              |

| Klasyfikacja drużynowa | Klasyfikacja drużynowa | Klasyfikacja drużynowa       | Klasyfikacja drużynowa |
| Drużyna                | Drużyna                | Państwo                      | Czas                   |
| ---------------------- | ---------------------- | ---------------------------- | ---------------------- |
| 1.                     | Bahrain McLaren        | Bahrajn                      | 56h 11' 12"            |
| 2.                     | CCC Team               | Polska                       | + 3' 31"               |
| 3.                     | Ineos                  | Wielka Brytania              | + 3' 37"               |
| 4.                     | Astana                 | Kazachstan                   | + 4' 24"               |
| 5.                     | Euskaltel-Euskadi      | Hiszpania                    | + 4' 52"               |
| 6.                     | UAE Team Emirates      | Zjednoczone Emiraty Arabskie | + 6' 04"               |
| 7.                     | Movistar Team          | Hiszpania                    | + 6' 39"               |
| 8.                     | Lotto Soudal           | Belgia                       | + 8' 18"               |
| 9.                     | Burgos-BH              | Hiszpania                    | + 13' 44"              |
| 10.                    | AG2R La Mondiale       | Francja                      | + 14' 10"              |